# Église Saint-Saturnin de Saint-Saturnin (Cantal)
L'église Saint-Saturnin de Saint-Saturnin est une église catholique française située à Saint-Saturnin, dans le département du Cantal.

## Localisation
L'église est située au centre du village de Saint-Saturnin, dans les monts du Cézallier.

## Description

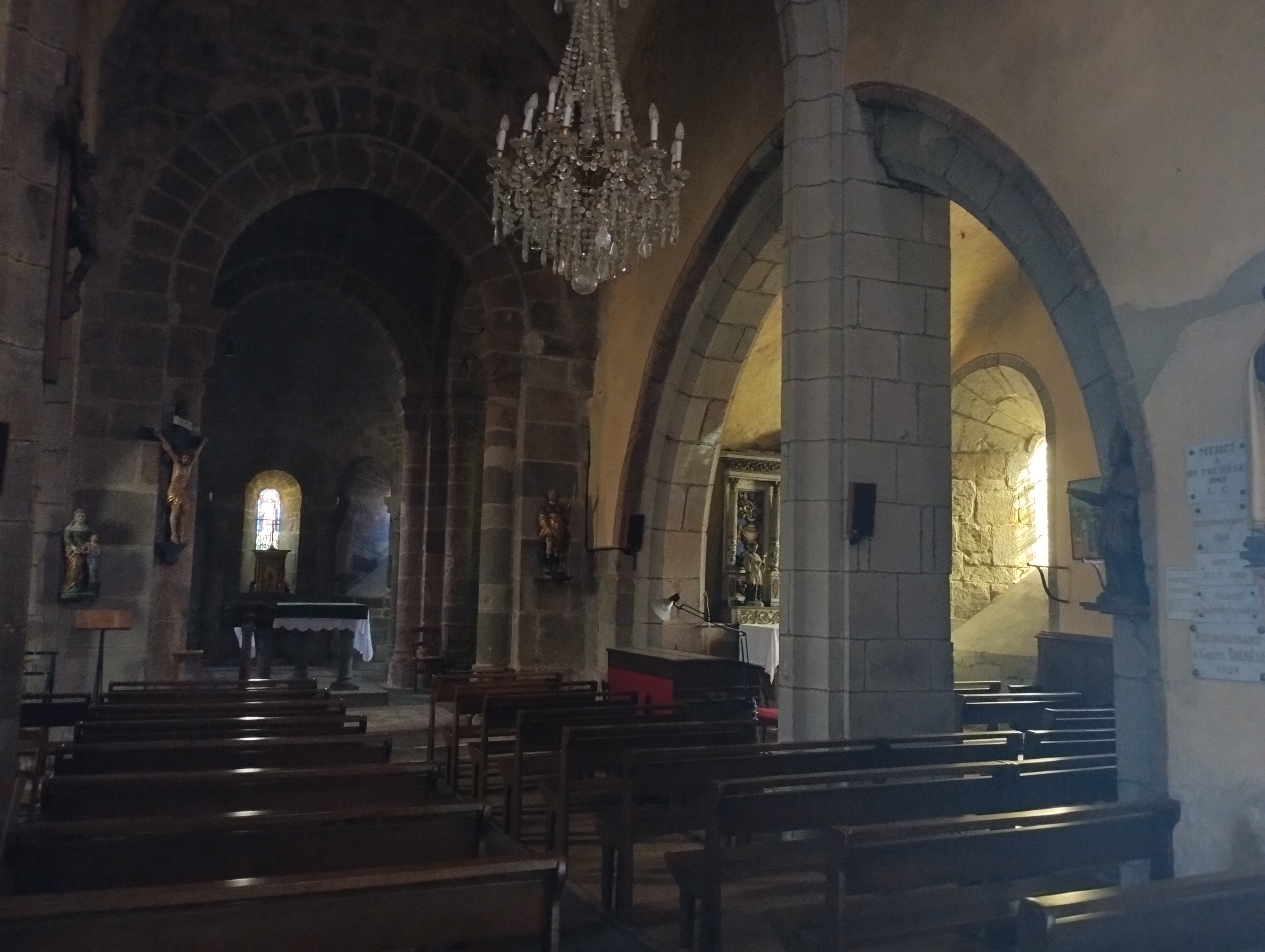
Intérieur de l'église.

L'édifice comporte une nef ouvrant sur trois chapelles latérales. Le côté sud comporte un porche et une chapelle. Les bras du transept sont creusés d'une niche en absidiole. Le chœur est polygonal, il date du 12e siècle. À l'extérieur, le porche est couvert d'une voûte d'ogives. La corniche est ornée de modillons sculptés.

## Vitraux (sélection)
|  |
|  |

|  |
|  |

|  |
|  |

|  |
|  |

|  |
|  |

|  |
|  |

|  |
|  |

## Historique
L'église a été inscrite au titre des monuments historiques le 4 décembre 1968.